# Fight Song (singolo Rachel Platten)
Fight Song è un singolo della cantautrice statunitense Rachel Platten, pubblicato il 19 febbraio 2015 come primo estratto dal primo EP omonimo e dal terzo album in studio Wildfire.

## Descrizione
Il brano è stato scritto dalla stessa interprete con Dave Bassett e prodotto da Jon Levine. È composto in chiave di Sol maggiore ed ha un tempo di 176 battiti per minuto.

## Video musicale
Il video musicale del brano, diretto da James Lees, è stato reso disponibile il 19 maggio 2015. È stato girato in quattro giorni.

## Esibizioni dal vivo
Rachel Platten ha presentato dal vivo Fight Song per la prima volta il 25 aprile 2015, in occasione dei Radio Disney Music Awards. Il 13 giugno successivo la cantante è stata ospite di una tappa del 1989 World Tour di Taylor Swift, durante la quale le due si sono esibite con il singolo. Ad agosto l'ha poi cantata ai Teen Choice Awards 2015.

## Tracce
Testi e musiche di Rachel Platten e David Bassett.
1. Fight Song – 3:22

## Successo commerciale
Nella Billboard Hot 100 Fight Song è entrato in top ten nella pubblicazione del 18 luglio 2015 con 125 000 download digitali, 4,7 milioni di riproduzioni streaming e 65 milioni di ascoltatori radiofonici, risultando la prima top ten della cantante; ha in seguito raggiunto la 6ª posizione grazie ad un'audience radiofonica pari a 95 milioni di ascoltatori. Nella settimana del 3 settembre 2015 il singolo è salita dalla 68ª posizione alla vetta della Official Singles Chart britannica, diventando la prima numero uno di Rachel Platten e superando di 3 000 unità il brano al secondo posto.

## Classifiche

### Classifiche settimanali
| Classifica (2015) | Posizione massima |
| ----------------- | ----------------- |
| Australia         | 2                 |
| Austria           | 13                |
| Canada            | 5                 |
| Italia            | 100               |
| Nuova Zelanda     | 8                 |
| Regno Unito       | 1                 |
| Spagna            | 36                |
| Stati Uniti       | 6                 |
| Svezia            | 56                |

### Classifiche di fine anno
| Classifica (2015) | Posizione |
| ----------------- | --------- |
| Australia         | 21        |
| Canada            | 23        |
| Nuova Zelanda     | 42        |
| Regno Unito       | 65        |
| Stati Uniti       | 20        |